# Halichondria colossea
Halichondria colossea är en svampdjursart som beskrevs av William Lundbeck 1902. Halichondria colossea ingår i släktet Halichondria och familjen Halichondriidae.
Artens utbredningsområde är Island. Inga underarter finns listade i Catalogue of Life.